# Irene Nelson
Irene Nelson sau Irina Nelson (născută Irina Anatolievna Terioșina, rusă Ирина Анатольевна Терёшина) este o cântăreață, compozitoare și producătoare muzicală rusă. Ea a debutat în muzică în anul 1992, și a avut un oarecare succes în anii 1990 sub pseudonimul Diana. Ulterior s-a mutat în Germania și în anul 2000 a fondat formația muzicală Reflex, care s-a bucurat de un mare succes în spațiul CSI în anii 2000.Activând în cadrul formației, ea a câștigat Premiul Gramofonul de Aur. 
În 2010, primul său single în limba engleză, "Sunrise", a ajuns pe poziția #35 în Billboard's Hot Dance Club Play.

## Discografie

### Albume
sub pseudonimul Diana
- 1993 -Я хочу любить
- 1994 -Я вернусь
- 1996 -Не говори
- 1997 -Гори,гори ясно!
- 1998 -Скатертью дорога
- 1998 -Не целуй ее
- 1998 -The Best
- 1999 -Сделай шаг

cu Reflex
- 2001 — Встречай новый день
- 2002 — Сойти с ума
- 2002 — Я тебя всегда буду ждать
- 2002 — Это Любовь
- 2003 — Non stop
- 2005 — Лирика. Люблю.
- 2005 — Пульс
- 2006 — Гарем (Lounge & Chillout remixes)
- 2014 — Memories

Cariera solo
- 2011 - Sunrise

### Single-uri în engleză
- 2010 - "Sunrise"
- 2011 - "When apples fall to the sky"